# Янаки Холевич
Янаки Захариев Хо̀левич е български лекар – ортопед и травматолог, доктор на медицинските науки, професор.

## Биография
Роден е на 17 май 1915 г. в с. Цар Борис, сега село Септемврийци, община Каварна, област Добрич. Потомък е на известния в Добруджа от 1830 г. и произхождащ от Котел род Холевич.
Завършва медицина в Софийския университет през 1942 г.
От 1944 г. е хирург в болница „Червен кръст“, сега Многопрофилна болница за активно лечение и спешна медицина „Н. И. Пирогов“, където създава и ръководи (1948 – 1951 г.) първото в България отделение по спешна хирургия и травматология.
Старши научен сътрудник втора степен (1955 г.) и директор (1954 – 1963 г.) на Института за възстановителна хирургия и протезиране в София.
Доцент (1963 г.), доктор на медицинските науки (1967 г.) и професор (1967 г.), ръководител на катедрата по ортопедия и травматология в Института за специализация и усъвършенстване на лекари (ИСУЛ) – сега Университетска многопрофилна болница за активно лечение „Царица Йоанна – ИСУЛ“ ЕАД (УМБАЛ „Царица Йоанна – ИСУЛ“), и на катедрата по ортопедия и травматология в тогавашния Институт за лечение на чужди граждани (1978 – 1984 г.). Завеждащ секцията по биомеханика на опорно-двигателния апарат към Централната лаборатория по биомеханика при Българската академия на науките (БАН) (1971 – 1974 г.). Директор (1972 – 1979 г.) на Научния институт по ортопедия и травматология при Медицинската академия. Заместник-ректор на ИСУЛ (1966 – 1967 г.), декан на Медицинския факултет в София (1972 – 1973 г.).
Работи главно в областта на хирургията на тазобедрената става и хирургията на ръката, които издига до световно равнище. Създава оригинални методи в пластично възстановителната хирургия на опорно-двигателния апарат, прилагани и в чужбина.

## Трудове
- „Хирургия на ръката“ (1968, с колектив),
- „Клинична ортопедия“ (1975, с колектив),
- „Бойчева оперативна ортопедия и травматология“ (2 тома, 1983 – 1988, с колектив).